# Libertyville (Alabama)
Libertyville – miasto w Stanach Zjednoczonych, w stanie Alabama, w hrabstwie Covington. W roku 2023 miasto zamieszkiwało 108 osób, a gęstość zaludnienia wynosiła 79,4 osoby/km².